# ألفريدو سانشيز (لاعب كرة قدم)
ألفريدو سانشيز (بالإسبانية: Alfredo Sánchez Cruz)‏ (23 مارس 1987 في المكسيك - ) هو لاعب كرة قدم مكسيكي في مركز الهجوم. لعب مع نادي أطلس وأتليتكو سان لويس.

## وصلات خارجية
- ألفريدو سانشيز على موقع قاعدة بيانات كرة القدم.إي يو (الإنجليزية)